# Martin Bundi

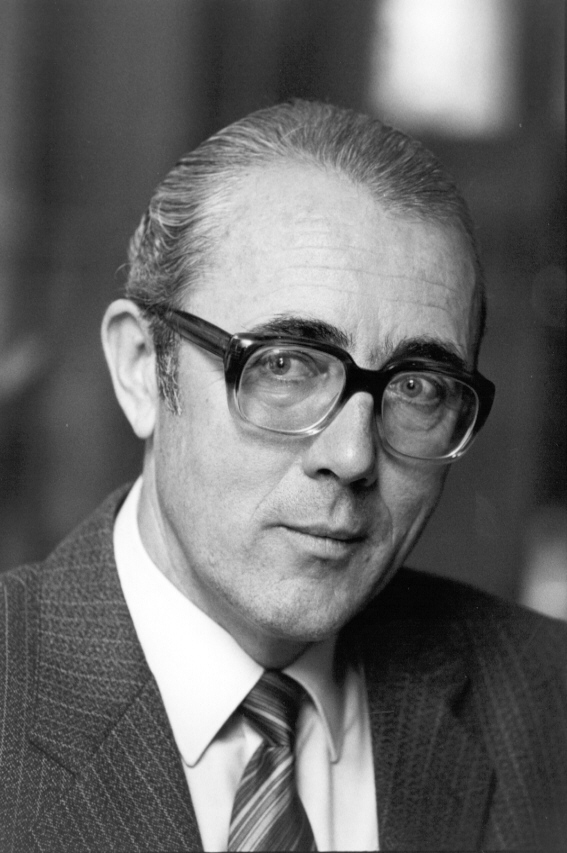
Martin Bundi (1994)

Martin Bundi (* 19. Oktober 1932 in Sagogn, heimatberechtigt in Sagogn; † 1. Januar 2020 in Chur) war ein Schweizer Politiker (Sozialdemokratische Partei der Schweiz) und Historiker.

## Ausbildung und Beruf
Bundi schloss 1952 das Lehrerpatent in Chur ab und arbeitete zunächst als Primarlehrer. Berufsbegleitend erwarb er das Sekundarlehrerpatent und begann, Geschichte zu studieren. 1963 promovierte er an der Universität Zürich. Von 1965 bis 1997 war er Hauptlehrer für Geschichte am Lehrerseminar in Chur und von 1966 bis 1976 dessen Vizedirektor.

## Politische Laufbahn

Nationalratspräsident Martin Bundi im Gespräch mit Bundesrat Leon Schlumpf

Sein erstes politisches Amt war von 1972 bis 1975 im Gemeinderat von Chur. Am 1. Dezember 1975 wurde er für den Kanton Graubünden in den Nationalrat gewählt. Er hatte dort in mehreren Kommissionen Einsitz und war Präsident der Kommission für Wissenschaft und Forschung (1980–1981), der Militärkommission (1984–1985), der aussenpolitischen Kommission (1990–1991) und der parlamentarischen OSZE-Gruppe (1993–1995).
Bundi setzte sich im Nationalrat erfolgreich für die Förderung der rätoromanischen Sprache und eine entsprechende Revision der Bundesverfassung ein. So veranlasste er 1985 mit einer Motion eine Revision des sogenannten Sprachenartikels zur Förderung stark bedrohter Landessprachen.
Vom 2. Dezember 1985 bis 1. Dezember 1986 war Martin Bundi Nationalratspräsident. Nach mehreren Wiederwahlen trat er 1995 nicht mehr an und schied am 3. Dezember 1995 aus der grossen Kammer aus.

## Weitere Tätigkeiten
Als Präsident der Renania (rätoromanische Sprachvereinigung der reformierten Surselva) von 1965 bis 1971, der Pro Senectute Graubünden (1983–1989) und der Eidgenössischen Nationalparkkommission (1991–2000) war Bundi kulturell sowie sozial engagiert. Weiter war er auch Mitglied des leitenden Ausschusses des Forum Helveticum und des Vorstands der Schweizerischen Helsinki-Vereinigung.
Nach zahlreichen Forschungsarbeiten zur Geschichte des Kantons Graubünden und des anliegenden Auslands, war er von 1988 bis 1991 als Redaktor des Lexicon istoric retic (LIR) tätig. 2013 wurde er für sein Lebenswerk mit dem Kulturpreis des Kantons Graubünden geehrt.